# Rhi Jeffrey
Rhiannon (Rhi) Jeffrey (Delray Beach, 25 oktober 1986)  is een Amerikaanse zwemster. 

## Carrière
Jeffrey werd in 2003 wereldkampioen op de beiden vrije slag estafettes.
Tijdens de Olympische Zomerspelen van 2004 werd Jeffrey met haar ploeggenoten olympisch kampioen, zij kwam alleen in actie in de series.

## Internationale toernooien
| Jaar | Olympische Spelen                                | WK langebaan                          | PanPacs           |
| ---- | ------------------------------------------------ | ------------------------------------- | ----------------- |
| 2002 |                                                  |                                       | 4×100m vrije slag |
| 2003 |                                                  | 4×100m vrije slag · 4×200m vrije slag |                   |
| 2004 | 4×200m vrije slag · Jeffrey zwom enkel de series |                                       |                   |